# Packhuskarlslag
Packhuskarlslag var ett särskilt arbetslag vid en del större tullplatser, vilka hade ensamrätt på att transport, uppackning och vägning av godset.
Packhuslagen anställdes av respektive handelskammare men lydde under tullanstalten på platsen. Ersättning till packhuskarlslagen utgick i form av dragarpengar.